# Geolycosa nossibeensis
Geolycosa nossibeensis este o specie de păianjeni din genul Geolycosa, familia Lycosidae. A fost descrisă pentru prima dată de Strand, 1907.
Este endemică în Madagascar. Conform Catalogue of Life specia Geolycosa nossibeensis nu are subspecii cunoscute.